# Mistrzostwa Świata w Piłce Nożnej 2014 (eliminacje strefy CONCACAF)/Grupa 2

## Tabela
| Lp. | Drużyna           | M | Mecze | Mecze | Mecze | Bramki | Bramki | Bramki | Pkt |
| Lp. | Drużyna           | M | W     | R     | P     | +      | −      | +/−    | Pkt |
| --- | ----------------- | - | ----- | ----- | ----- | ------ | ------ | ------ | --- |
| 1.  | Gujana            | 6 | 4     | 1     | 1     | 9      | 5      | +4     | 13  |
| 2.  | Trynidad i Tobago | 6 | 4     | 0     | 2     | 11     | 4      | +7     | 12  |
| 3.  | Bermudy           | 6 | 3     | 1     | 2     | 8      | 7      | +1     | 10  |
| 4.  | Barbados          | 6 | 0     | 0     | 6     | 2      | 14     | −12    | 0   |

## Mecze
Czas:CET
| 2 września 2011 | Trynidad i Tobago · Jones 45' | 1:0(1:0) | Bermudy | Hasely Crawford Stadium, Port-of-Spain Widzów: 6000 Sędzia: Jafeth Perea |
|                 |                               |          |         |                                                                          |

| 2 września 2011 | Gujana · Beveney 25' · Pollard 75' | 2:0(1:0) | Barbados | Providence Stadium, Providence Widzów: 4500 Sędzia: Canaan St. Catherine |
|                 |                                    |          |          |                                                                          |

| 6 września 2011 | Barbados | 0:2(0:2) | Trynidad i Tobago · 20' Daniel · 69' Roberts | Barbados National Stadium, Bridgetown Widzów: 775 Sędzia: Elmer Arturo Bonilla |
|                 |          |          |                                              |                                                                                |

| 6 września 2011 | Gujana · Mills 50', 59' | 2:1(0:0) | Bermudy · 90' Smith | Providence Stadium, Providence Widzów: 3500 Sędzia: Mark Geiger |
|                 |                         |          |                     |                                                                 |

| 7 października 2011 01:00 | Bermudy · Russell 53' · Wells 63' | 2:1(0:0) | Trynidad i Tobago · 81' Molino | Bermuda National Stadium, Devonshire Parish Widzów: 2243 Sędzia: Jeffrey Solis |
|                           |                                   |          |                                |                                                                                |

| 7 października 2011 22:00 | Barbados | 0:2(0:0) | Gujana · 73' Abrams · 87' Nurse | Barbados National Stadium, Bridgetown Widzów: 2500 Sędzia: Alain Georges |
|                           |          |          |                                 |                                                                          |

| 11 października 2011 23:00 | Trynidad i Tobago · Hector 90' · Peltier 7', 54', 62' | 4:0(1:0) | Barbados | Hasely Crawford Stadium, Port-of-Spain Widzów: 3000 Sędzia: Raymond Bogle |
|                            |                                                       |          |          |                                                                           |

| 11 października 2011 01:00 | Bermudy · Nusum 71' | 1:1(0:0) | Gujana · 81' Shakes | Bermuda National Stadium, Devonshire Parish Widzów: 2573 Sędzia: Rudolph Angela |
|                            |                     |          |                     |                                                                                 |

| 11 listopada 2011 01:00 | Gujana · Shakes 10' · Cort 81' | 2:1(1:0) | Trynidad i Tobago · 90+2' Jones | Providence Stadium, Providence Widzów: 18 000 Sędzia: Enrico Wijngaarde |
|                         |                                |          |                                 |                                                                         |

| 11 listopada 2011 20:00 | Bermudy · Smith 27' (k) · Steede 49' | 2:1(1:1) | Barbados · 7' Adamson | Bermuda National Stadium, Devonshire Parish Widzów: 1000 Sędzia: Otto Barrios |
|                         |                                      |          |                       |                                                                               |

| 15 listopada 2011 22:00 | Trynidad i Tobago · Jones 59' · Peltier 65' | 2:0(0:0) | Gujana | Hasely Crawford Stadium, Port-of-Spain Widzów: 2000 Sędzia: Marlon Alfonso Mejia |
|                         |                                             |          |        |                                                                                  |

| 15 listopada 2011 01:00 | Barbados · Grosvenor 90' | 1:2(0:0) | Bermudy · 46' Wells · 72' (k) Smith | Bermuda National Stadium, Devonshire Parish (Bermudy) Widzów: 0 Sędzia: Roberto Moreno |
|                         |                          |          |                                     |                                                                                        |